# Nations Cup 2012
La Nations Cup del 2012 fue la 7.ª edición del torneo organizado por la International Rugby Board (IRB) y la 6ª que tuvo a Rumania como anfitrión; la selección local se consagró campeona por primera vez de este torneo. Todos los partidos se disputaron en el Stadionul Arcul de Triumf de su capital Bucarest.

## Equipos participantes[1]
- Selección de rugby de Argentina A (Jaguares)
- Selección de rugby de Italia A (Italia A)
- Selección de rugby de Portugal (Los Lobos)
- Selección de rugby de Rumania (Los Robles)
- Selección de rugby de Rusia (Los Osos)
- Selección de rugby de Uruguay (Los Teros)

## Posiciones[2]
| Pos. | Equipo   | Encuentros | Encuentros | Encuentros | Encuentros | Tantos  | Tantos    | Tantos     | Puntos Bonus | Puntos Totales |
| Pos. | Equipo   | jugados    | ganados    | empatados  | perdidos   | a favor | en contra | diferencia | Puntos Bonus | Puntos Totales |
| ---- | -------- | ---------- | ---------- | ---------- | ---------- | ------- | --------- | ---------- | ------------ | -------------- |
| 1    | Rumania  | 3          | 3          | 0          | 0          | 69      | 43        | + 26       | 0            | 12             |
| 2    | Jaguares | 3          | 2          | 0          | 1          | 95      | 41        | + 54       | 2            | 10             |
| 3    | Italia A | 3          | 2          | 0          | 1          | 74      | 55        | + 19       | 2            | 10             |
| 4    | Uruguay  | 3          | 1          | 0          | 2          | 57      | 55        | + 2        | 2            | 6              |
| 5    | Rusia    | 3          | 1          | 0          | 2          | 45      | 79        | - 34       | 0            | 4              |
| 6    | Portugal | 3          | 0          | 0          | 3          | 37      | 104       | - 67       | 1            | 1              |

Nota: Se otorgan 4 puntos al equipo que gane un partido y 2 al que empate
Puntos Bonus: 1 punto por convertir 4 tries o más en un partido y 1 al equipo que pierda por no más de 7 tantos de diferencia

## Resultados

### Primera fecha
| 8 de junio 16:00 | Rumania | 29 - 9  | Uruguay |                          |                          |
|                  |         | Reporte |         | Árbitro(s): Andrew Small | Árbitro(s): Andrew Small |

| 8 de junio 18:00 | Rusia | 17 - 33 | Italia A |                              |                              |
|                  |       | Reporte |          | Árbitro(s): Peter Fitzgibbon | Árbitro(s): Peter Fitzgibbon |

| 8 de junio 20:00 | Portugal | 9 - 41  | Jaguares |                           |                           |
|                  |          | Reporte |          | Árbitro(s): Neil Paterson | Árbitro(s): Neil Paterson |

### Segunda fecha
| 12 de junio 16:00 | Portugal | 21 - 28 | Italia A |                          |                          |
|                   |          | Reporte |          | Árbitro(s): Andrew Small | Árbitro(s): Andrew Small |

| 12 de junio 18:00 | Rumania | 23 - 21 | Jaguares |                              |                              |
|                   |         | Reporte |          | Árbitro(s): Peter Fitzgibbon | Árbitro(s): Peter Fitzgibbon |

| 12 de junio 20:00 | Rusia | 19 - 13 | Uruguay |                           |                           |
|                   |       | Reporte |         | Árbitro(s): Neil Paterson | Árbitro(s): Neil Paterson |

### Tercera fecha
| 17 de junio 16:00 | Rusia | 9 - 33  | Jaguares |                          |                          |
|                   |       | Reporte |          | Árbitro(s): Andrew Small | Árbitro(s): Andrew Small |

| 17 de junio 18:00 | Portugal | 7 - 35  | Uruguay |                              |                              |
|                   |          | Reporte |         | Árbitro(s): Peter Fitzgibbon | Árbitro(s): Peter Fitzgibbon |

| 17 de junio 20:00 | Rumania | 17 - 13 | Italia A |                           |                           |
|                   |         | Reporte |          | Árbitro(s): Neil Paterson | Árbitro(s): Neil Paterson |

| Bandera de Rumania |
| Campeón Rumania    |
| Primer título      |